# Гримальди, Никола
Никола Гримальди (итал. Nicola Grimaldi; 19 июля 1768, Трея, Папская область — 12 января 1845, Рим, Папская область) — итальянский куриальный кардинал. Вице-камерленго Святой Римской Церкви с 6 июля 1832 по 20 января 1834. Камерленго Священной Коллегии кардиналов с 6 апреля 1835 по 1836. Кардинал-дьякон с 20 января 1834, с титулярной диаконией Сан-Никола-ин-Карчере с 23 июня 1834. 